# Hofanlage Ortstraße 2
Die Hofanlage Ortstraße 2 im Huder Ortsteil Hurrel wurde um 1900 gebaut. Der ehemalige Stall wird als Wohnhaus genutzt.
Das Gebäude steht unter Denkmalschutz (siehe auch Liste der Baudenkmale in Hude (Oldenburg)).

## Geschichte
Die Hofanlage von um 1900 besteht aus: 
- dem eingeschossigen massiven verklinkerten Wohn- und Wirtschaftsgebäude als Zweiständer-Hallenhaus und erhaltenem Innengerüst vom Vorgängerbau, reetgedecktem Krüppelwalmdach und Niedersachsengiebel mit Uhlenloch und rundbogiger Grooten Door und Fenstern sowie erhaltenem Raumgefüge, modern erweitert,
- der Fachwerkscheune mit Steinausfachungen und Walmdach vom Ende des 19. Jahrhunderts,
- dem massiven verklinkerten Stall mit Satteldach, der seit einem Umbau als Wohnhaus genutzt wird,
- dem großen Gartengrundstück mit markantem altem Baumbestand,
- und weiteren Nebengebäuden.

Das Niedersächsische Landesamt für Denkmalpflege befand: „[…] geschichtliche Bedeutung […] als beispielhaftes Hofanlage der Zeit um 1900 […].“